# Sigurd Eysteinsson
Pour les articles homonymes, voir Eysteinsson.
Sigurd Eysteinsson inn Riki (.c-à.-d. le Puissant) mort en 890. Il est le premier Jarl ou  comte des Orcades, et le frère cadet du célèbre Ragnvald Eysteinsson Jarl de Møre.

## Origine
Sigurd est le second fils de Eystein Glumra Jarl de l'Uppland et de son épouse Aseda Ragnaldsdottir. 

## Règne
Sigurd reçoit les Shetland et les Orcades de son frère le Jarl Ragnvald Eysteinsson et le titre de Jarl de Harald Ier de Norvège.
Il s'associe avec Thorstein le Rouge un des fils du mythique Olaf le Blanc pour conquérir le Caithness et selon la Saga une grande partie de l'Écosse par exemple le Moray et une partie du Ross.
Il doit combattre un mormaer nommé dans la saga « Melbrikta » (c-à.-d. Maelbrigte) et lors d'une entrevue il vient accompagné de deux fois plus d'hommes à cheval que l'accord passé avec les Scots. Maelbrigte et les siens vendent chèrement leur vie mais sont vaincus, tués et décapités.
La Saga des Orcadiens précise que Sigurd meurt peu après, à la suite de l'infection d'une blessure faite par une dent de Maelbrigte dont la tête coupée pendait à sa selle. Le Jarl Sigurd fut inhumé sous un tertre à « Ekkjalsbakki ». Cette colline se situe au nord de la rivière Oykel à l'endroit où cette dernière se jette dans le Dornoch Firth qui marque la limite traditionnelle entre le Sutherland et le Ross.

## Postérité
D'une union inconnue Sigurd Riki laisse un seul fils survivant :
- Guthorm Sigurdsson.